# Matthew Hodgart
Matthew Hodgart (né le 1er septembre 1916 à Paisley (Écosse) − mort le 3 avril 1996 ) est un instructeur, officier d’état-major et agent du service secret britannique Special Operations Executive.

## Biographie

### Famille
- Le père, Major Matthew Hodgart, Military Cross, Royal Engineers (Territorial Army), tué au combat près d’Ypres le 9 octobre 1917, appartenait à une famille de constructeurs de moteurs.
- La mère, Katharine Barbour Caldwell, née Gardner, issue d’une lignée d’avocats de Paisley, confie son garçon à l’école écossaise de Craigflower School, de 1927 à 1930.

### Rugby
Matthew passe par Rugby School (1930-1935). En mars 1933, il suit la préparation militaire supérieure de Rugby : Certificat A, OTC.

### Cambridge
Matthew obtient une bourse d’études pour Pembroke College, Université de Cambridge où il adhère à un syndicat, l’University Labour Federation (1936) tout en étudiant avec passion la littérature anglaise. La tragédie espagnole, le chômage de masse, le triomphe des fascismes, poussent de nombreux étudiants dans les franges de groupes marxistes. Membre élu de la fameuse société secrète des "Cambridge Apostles (Apôtres)" qui se targue de rassembler une élite intellectuelle, Matthew devient l’orateur vedette de la gauche de la Cambridge Union (en), ce qu’il regrettera plus tard. Il rencontre sa future épouse. En 1938, il obtient un Bachelor of Arts Degree avec des notes flatteuses qui lui rapportent une nouvelle bourse d’études jusqu’à la fin 1940. Militant antifasciste avant tout, l’étudiant rompt brutalement avec l’extrême gauche, au moment du pacte germano-soviétique.

### The Argyll and Sutherland Highlanders
En octobre 1939, âgé de 23 ans, Matthew s’engage au Suffolk Regiment (en) (Reserve). Ầ l’incorporation, il déclare être presbytérien. Il est bientôt envoyé à Sandhurst où il suit la 161e série de l’OCTU, du 24 novembre 1939 au 23 mars 1940. Le 23 mars 1940, ayant reçu une emergency commission, il est admis par The Argyll and Sutherland Highlanders (Princess Louise’s), régiment écossais ultra-chic qui l’envoie suivre les cours d’instructeur jusqu’au 5 juin 1940. Le 6 juin 1940, il est affecté au 50e, puis au 15e bataillon de son régiment. Hélas, il y sera officier transports. Cette année-là, il épouse son amie devenue ATS Le 28 octobre 1940, il est envoyé aux cours d’entretien de véhicules à moteurs du Scottish Command qu’il suit avec succès. Le 19 mars 1941, il est envoyé suivre les cours d’instructeur de conduite et d’entretien de véhicules motorisés (infanterie) d’où il revient avec la qualification. Le 1er juillet 1941, le trainglot malgré lui, désireux de prendre un peu l’air, passe l’examen médical de la RAF qui le classe A1, apte pilote/observateur.

### Special Operations Executive
Matthew est déjà en contact avec le SOE qui l’a envoyé suivre un stage paramilitaire de la "STS 21, groupe A", du 1er au 10 janvier 1941, court training au métier de seigneur. Il semble qu’il ait fait excellente impression. Tel le rugby, l’espionnage est, dit-on, un sport de voyous pratiqué par des gentlemen. En Grande-Bretagne, beaucoup de cadres sont recrutés parmi les old boys, tels John Anstey et James Klugmann.
Pendant les vacances scolaires, Matthew avait voyagé. Quatre séjours en France, pour un total de trois mois. Deux séjours en Norvège, pour un total de deux mois et demi. Quatorze jours en Suède. Son français parlé est "Fairly Good (plutôt bon)". Il sait recevoir et transmettre le Morse. Robuste, il est en excellente santé. Ajoutez sa double qualité d’officier et d’instructeur d’un beau régiment, tout à fait le profil recherché par le SOE. 

#### Instructeur en Grande-Bretagne
Le 27 novembre 1941, le SOE rend compte que "4196" a été engagé au titre "STS" (Special Training School), à compter du 8 novembre 1941, en tant que lieutenant instructeur. Le 31 janvier 1942, Matthew est détaché à la "STS 25" (Garramor, South Morar, Inverness-shire) comme instructeur. Il y restera jusqu’en septembre de la même année. 
Le 8 septembre 1942, "4196" est détaché à la "STS 44" comme instructeur. Il y restera jusqu’en février 1943. Du 10 au 23 octobre 1942, Matthew suit un stage de perfectionnement ("Groupe B") à la "STS 33". Le 1er novembre 1942, il est nommé "Acting Captain". Le 20 février 1943, le capitaine quitte la section d’instruction. Il est affecté à la mission BRANDON, "M.O.I. SP. 1re Armée" (celle du général Anderson) - Théâtre nord-africain.

#### Activités en Méditerranée

##### Tunisie
Le 23 février 1943, "4196" quitte la Grande-Bretagne pour Alger. Il rejoint la mission BRANDON, première expérience opérationnelle. Il semble que cette mission ait agi en Tunisie vichyste tout récemment envahie par les Allemands. Après la capitulation allemande, elle aurait recruté des agents parmi les internés des camps (communistes déportés pour avoir soutenu le pacte germano-soviétique et opposants au régime de Vichy) et tenté en vain de retourner des prisonniers de guerre italiens. Finalement, en désespoir de cause, la mission forme des Italo-Américains pêchés aux États-Unis.

##### Algérie
En juin 1943, "4196" est muté à la mission "MASSINGHAM" ("ISSU 6 BNAF") . Cette mission, implantée à Guyotville (ouest d’Alger), grand camp d’entraînement aux opérations clandestines et état-major combiné du SOE, dont le rayon d’action s’étend sur toute la Méditerranée, qui collabore avec des agents gaullistes en vue de soutenir la résistance intérieure. De novembre 1942 à mai 1944, la mission fusionne avec les éléments locaux de l’OSS "Special Ops" dans un Special Project Operation Center – SPOC – où les tensions sont vives entre le SOE qui soutient les réseaux gaullistes et l’OSS qui soutient l’amiral Darlan avant de se rabattre sur le général Giraud. Le centre est commandé par le lieutenant-colonel Douglas Dodds-Parker.
Nouvelle section du SOE, "AMF", infiltre des centaines d’agents dans le Sud de la France. Toujours en juin, "4196" saute quatre fois pour obtenir son brevet para et suit avec succès les cours d’état-major du centre. De juillet à août 1943, le capitaine est "instructeur paramilitaire".

##### Corse
De septembre à octobre 1943, l’instructeur passe de la théorie à la pratique, en Corse insurgée, dans le cadre de la mission CLISSOLD. Le 8 octobre 1943, "AMT/P" devient "A.M. 38". Du 1er novembre 1943 à février 1944, nommé "Acting Major", l’officier est "GSO II TRAINING" du colonel John Anstey, toujours au centre MASSINGHAM, puis "GSO II Plans MASSINGHAM et SPOC AFHQ". Le 1er février 1944, il est nommé Temporary Major et War Substantive Captain. Le 11 février 1944, le major temporaire débarque en Grande-Bretagne, venant d’Alger. Permission auprès de sa femme et de son fils. Le 5 mars 1944, il quitte la Grande-Bretagne pour Alger, volontaire pour la mission MARYLAND, poste de commandement avancé de MASSINGHAM à Brindisi (prise en charge des camps de prisonniers de guerre alliés et armement de maquis). En Italie du Nord, le SOE soutient les partisans communistes qui se battent contre les troupes allemandes et les chemises noires de la république de Salo.
En septembre, l’officier demande officiellement à être démobilisé dès la fin de la guerre en Europe. Le 12 septembre, son mentor, le colonel John Anstey, officier d’instruction, ISSU 6, fait suivre deux demandes officielles, avec avis favorable.

#### Italie, Yougoslavie
En septembre 1944, Matthew est affecté à la mission MARYLAND ("no 1 Special Force CMF") basée au port adriatique de Bari (Italie) où il passe deux mois, face aux Balkans. En Yougoslavie, le gouvernement britannique joue Tito contre Dragoljub "Draža" Mihailović assassiné par les rapports biaisés des anciens d’extrême gauche étudiante qui noyautent la section yougoslave du SOE alors à Bari, dont le chef sur place, James Klugmann, est un communiste non repenti. La "Force 133" infiltre des agents et des officiers de liaison. Dans les îles de l’Adriatique, de petits détachements interarmes du Special Boat Service pratiquent un cache-cache mortel contre les garnisons allemandes. Enclave yougoslave sur le sol italien, Bari héberge des états-majors et des unités de partisans titistes pris en charge par les services spéciaux britanniques. Le 28 septembre 1944, l’ISSU 6 recommande le major Hodgart comme MBE (Member of the British Empire) à titre militaire. Refusé.

#### État-major de laForce 136aux Indes
En novembre 1944, John Anstey, promu brigadier, est nommé officier adjoint de la Force 136, sous les ordres de Colin Hercules Mackenzie.
Le 23 novembre 1944, recommandé par le major-général William Stawell (en), Matthew est muté de l’"AMX Section" au "DPS Pool"avec effet du 1er novembre 1944. L’ex-étudiant de gauche s’est engagé à fond contre le fascisme, il n’a aucune sympathie envers la politique impérialiste de son pays en Extrême-Orient. La guerre contre le Japon n’est pas sa tasse de thé. Perdu parmi les colonels-sahibs de l’armée des Indes qui mène une politique coloniale odieuse à sa sensibilité d’étudiant de gauche, il est complètement démotivé.
Le 1er décembre 1944, Matthew est affecté à la "Force 136", fausse barbe du SOE en Extrême-Orient. Mission de la structure locale : non seulement soutien des mouvements de libération locaux, mais encore (ce qui n’est pas le cas du SOE en Europe) collecte du renseignement. L’état-major de la Force 136 est divisé en deux sections, l’une s’occupe des pays de la Baie de Bengale, l’autre des pays de la Mer de Chine du Sud. 
Le 3 décembre, Matthew quitte la Grande-Bretagne pour New Delhi. Le 10 décembre 1944, il se présente au "HQ Group A, Force 136". Il est affecté à la "ME 81 Section (Marj LO) "
Le 28 décembre 1944, il est muté à la "B/B Section" avec effet du 3 décembre 1944. 
Le 22 février 1945, le major est cité (Mentioned in Despatches) dans la London Gazette, sans doute pour ses activités en Méditerranée.
Par décret du 25 octobre 1945, le major Hodgart — déjà titulaire de la Croix de Guerre 1939-1945 pour son rôle parmi les insurgés corses — a été fait chevalier de la Légion d'honneur, à titre étranger, en qualité de "E.M.S.P.R.O.C. Alger"

### Un héros très discret
Le 27 octobre 1945, ayant re-signé l’Official Secret Act, "4196" quitte l’armée. Il reprend sa carrière universitaire à Pembroke College où il obtient aussitôt un Masters Of Arts Degree.
Il est l’auteur de nombreux ouvrages dont l’un a été traduit en français : La Satire.
Longtemps après la guerre, l’enseignant dit à son fils qu’il avait beaucoup aimé son job de "professeur de terrorisme" : au contraire de l’oncle Hugh, constructeur de moteurs, il avait sévi dans le business de la destruction.
Le dossier des états de services SOE des ’’National Archives’’, confus, n’est pas très fourni, certaines dates ne collent pas, plusieurs feuilles n’ont pas été communiquées, il y a des trous noirs.
Le professeur de terrorisme et de littérature anglaise meurt à l’âge de 79 ans. Le Sunday Times lui consacre une nécrologie sur quatre colonnes.